# La Joyeuse Famille
La Joyeuse Famille (en néerlandais ; Het vrolijke huisgezin), également « Ce que chantent les vieux, les petits le fredonnent », est un tableau du peintre du siècle d'or néerlandais Jan Steen. Il date de 1668 et appartient à la collection du Rijksmuseum d'Amsterdam depuis 1885 par un legs de A. van der Hoop. 

## Thème
Il s'agit d'une scène de genre typique. La Joyeuse Famille est une illustration du proverbe néerlandais « Ce que chantent les vieux, les petits le fredonnent », à la fois de manière littérale (toute la famille joue de la musique) et de manière symbolique (le petit garçon du premier plan se faisant servir du vin de la même manière que son père). Il s'agit de la deuxième œuvre de Steen qui met en scène le proverbe « Les jeunes chantent comme les vieux ». L'autre date de quelques années auparavant.

## Description
Le tableau montre un salon avec trois générations. La pièce est en désordre, il y a du chaos sur le sol et sur la table, et les enfants font tout ce qui est mauvais pour eux : ils boivent dans une cruche de vin et le petit garçon sur le rebord de la fenêtre fume la pipe. Personne ne s'en soucie. En bref : c’est une maison en désordre, sans règles. D'où le dicton néerlandais : « un ménage à la Jan Steen » (« een huishouden van Jan Steen »). Jan Steen s'est représenté jouant de la cornemuse, l'instrument de musique des débauchés et des imbéciles.
Le tableau est signé et daté en bas à droite : JSteen 1668.